# 함평월야중학교
함평월야중학교(咸平月也中學校)는 대한민국 전라남도 함평군 월야면 월야리에 있는 공립 중학교이다.

## 학교 연혁
- 1953년 4월 15일 : 월야중학교 개교
- 1958년 3월 29일 : 함평동중학교 교명 변경
- 1971년 3월 1일 : 함평월야중학교 교명 변경
- 2024년 3월 1일 : 제26대 교장 김미숙 부임
- 2025년 1월 3일 : 제71회 15명 졸업(총 9,100명)

## 참고 자료
- 함평월야중학교 - 한국교육학술정보원 학교알리미